# Бортен, Пер
Пер Бортен (норв. Per Borten; 3 апреля 1913[…], Flå Municipality, Søndre Trondhjems amt — 20 января 2005[…], Тронхейм, Тронхейм) — норвежский государственный и политический деятель. Бывший член Партии Центра и премьер-министр Норвегии с 1965 по 1971 год. Ему приписывают реорганизацию Аграрной партии в Партию Центра. Был активным противником вступления Норвегии в Европейский союз.

## Ранний период жизни
Родился во Фла в муниципалитете Мельхус в Сёр-Трёнделаге и получил образование агронома в Норвежском университете наук о жизни в 1939 году. Начал политическую карьеру, занимая должность мэра в муниципалитете Фла с 1945 по 1955 год. Был избран в Стортинг в 1949 году и оставался там до выхода на пенсию в 1977 году. Являлся президентом Одельстинга в 1961—1965 и 1973—1977 годах.

## Политическая карьера
Работал президентом Одельстинга, исполнял обязанности парламентского лидера своей партии и был её председателем с 1955 по 1967 год. Будучи премьер-министром Норвегии с 1965 года, возглавлял четырехпартийное правоцентристское коалиционное правительство до 17 марта 1971 года, когда правительство самораспустилось. Ушёл с должности премьер-министра, когда стало известно, что он раскрыл конфиденциальную информацию о Норвегии на переговорах о членстве в Европейском экономическом сообществе, в том числе с Арне Хаугестадом, лидером Народного движения против членства Норвегии в ЕЭС.
Его деятельность на должности премьер-министра Норвегии ознаменовалась принятием ряда прогрессивных реформ: размер пенсии, связанный с заработком, был введен в 1966 году, в то время как в соответствии с законом от июня 1969 года Жилищный банк стал предлагать кредиты на улучшение условий проживания. Закон о специальном дополнении к национальным страховым пособиям от июня 1969 года установил специальную надбавку для тех, кто не имел права на дополнительные пенсии, а Закон о компенсационном дополнении к национальным страховым пособиям от декабря 1969 года ввел надбавку для компенсации введения системы налога на добавленную стоимость. Закон о базовом образовании от июня 1969 года ввел 9-летнее общее образование, в то время как по другому закону, принятому в том же году, семейные пособия были распространены на первого ребенка в возрасте до 16 лет, в то время как семье с одним родителем предоставлялось одно дополнительное пособие к количеству детей.

## Дальнейшая жизнь
После ухода из политики продолжал высказываться по таким вопросам, как ядерное разоружение, тайное наблюдение и споры об отношениях Норвегии с Европейским союзом. Работал в совете директоров нескольких государственных банковских организаций. Заслужил репутацию интересной и несколько противоречивой фигуры в норвежском политическом ландшафте.
В 1969 году газета Dagbladet взяла у него интервью на его ферме, когда он был премьер-министром. Во время интервью на нем были надеты только ботинки, шляпа и плавки, и это произошло всего за несколько дней до того, как королева Елизавета II была приглашена на ту же ферму с государственным визитом в Норвегии. Его фотография в нижнем белье обошла весь мир, и британская газета Daily Mirror напечатала фотографию на двух страницах с заголовком: «Теперь премьер-министр Норвегии готов принять королеву».
Другая известная история произошла, когда министр обороны Отто Григ Тидеманд пригласил его на частный ужин. После приема пищи Отто Григ Тидеманд угостил своих гостей лучшим выдержанным бренди, а Пер Бортен неожиданно вылил бренди в свой кофе, сделав себе карск.
Скончался в больнице Святого Олафа в Тронхейме в возрасте 91 года. Был похоронен в церкви Фла в муниципалитете Мельхус. Его жена Магнхильд умерла 2 июня 2006 года в возрасте 84 лет.